# Цибари
Цибари (цез. Цебору) — село в Цунтинском районе Республики Дагестан. Входит в состав Шауринского сельсовета.

## География
Село находится на берегу реки Цебаритлар (бассейн реки Метлуда), на расстоянии 16 км к северо-западу от села Цунта, административного центра района.

## Население
| 1869 | 1888 | 1895 | 1926 | 1939 | 1970 | 1989 |
| ---- | ---- | ---- | ---- | ---- | ---- | ---- |
| 78   | ↗137 | ↗150 | ↘50  | ↗205 | ↗220 | ↗319 |
| 2002 | 2010 | 2021 |      |      |      |      |
| ↗353 | ↘341 | ↘238 |      |      |      |      |